# Lac de Joondalup
 (janvier 2020).
Le lac de Joondalup est un lac d'eau douce situé dans la banlieue nord de Perth, Australie entre Joondalup, Wanneroo et Edgewater. C'est une réserve naturelle de la ville de Joondalup. 